# Cis libanicus
Cis libanicus es una especie de coleóptero de la familia Ciidae.

## Distribución geográfica
Habita en el Líbano.